# Waldschutz (Naturschutz)
Waldschutz im Sinne des Naturschutzes versteht sich als Schutz des Ökosystems Wald vor schädlichen Einwirkungen. Anders als beim gebräuchlicheren forstwirtschaftlichen Waldschutzbegriff steht hier weniger der Schutz vor biotischen oder abiotischen Waldschäden im Vordergrund, sondern der Schutz vor Nutzungseinflüssen oder Waldumwandlung in andere Nutzungsarten.

## Internationale Dimension
Seit dem Umwelt-Gipfel von Rio 1992 (Konferenz der Vereinten Nationen über Umwelt und Entwicklung) ist Waldschutz ein Schlagwort der politischen Debatte. Kern ist meist die Forderung nach einer weltweiten nachhaltigen Waldpolitik. Wichtige Themen in diesem Zusammenhang sind der Schutz der tropischen und borealen Regenwälder und der Schutz der Biodiversität. Daneben gewinnt die Zertifizierung von Forstprodukten, beispielsweise durch den Forest Stewardship Council oder dem Programme for Endorsement of Forest Certification Schemes, in letzter Zeit an Bedeutung.
Insofern wird Waldschutz im hier verwendeten Sinne meist in globalem Kontext verwendet. Dabei geht es häufig um die substanzielle Bedrohung von Primärwäldern vor unplanmäßiger Nutzung (z. B. durch illegalen Holzeinschlag) oder Zerstörung durch Waldumwandlung und Überführung in andere Nutzungsarten (etwa durch Soja- oder Palmölplantagen oder Rinderweiden). Der weltweite Erhalt von Waldflächen – insbesondere großflächiger Primär- oder wenig beeinflusster Wälder der borealen und tropischen Klimazone – steht aufgrund seiner Kohlenstoffsenkenfunktion und seiner Bedeutung für das Weltklima im Zentrum des klimapolitischen Interesses. Die UN-Klimakonferenz auf Bali beschloss 2007 das Waldschutzprogramm REDD. Mit diesem Instrument soll der Schutz des Waldes finanziell honoriert werden, um die Entwaldung und letztlich den Klimawandel zu bremsen.

## Situation in Deutschland
Mit Bezug auf Wälder mit langer Nutzungstradition wie in den meisten Gebieten Europas ist mit „Waldschutz“ meist der forstwirtschaftliche Begriff gemeint. Im Kontext eines Schutzes vor Rodung oder Waldverwüstung ist meist von Walderhalt die Rede. Dieser Begriff wird auch in einschlägigen Gesetzen wie dem Bundeswaldgesetz verwendet.
Geht es um spezielle Naturschutzziele wie den Erhalt und die Förderung der Biodiversität, spricht man von Waldnaturschutz. Die Instrumente des Waldnaturschutzes lassen sich in integrative und segregative Ansätze gliedern. Erstere streben Schutz- und Nutzfunktionen auf derselben Fläche an, letztere eine strikte flächige Trennung der Funktionen.
Integrative Ansätze bestehen in einer Annäherung an die natürliche Baumartenzusammensetzung und an den natürlichen Bestandsaufbau, dem Belassen von Totholz bzw. dem Erreichen von Totholzschwellenwerten, der Ausweisung von Habitatbäumen oder Altholzinseln oder der Anpassung forstwirtschaftlicher Maßnahmen (z. B. Wahl des Arbeitsverfahrens, des Zeitpunktes, Einhaltung von Horstschutzzonen usw.).
Segregative Ansätze beabsichtigen einen Totalschutz auf bestimmten Flächen, während andere Flächen von der Nutzung dominiert sind. Im segregativen Waldnaturschutz wird meist ein Netzwerk aus größeren nutzungsfreien Waldflächen (entsprechend dem Konzept der „Minimum-Struktur-Areale“) angestrebt, die durch kleinere nutzungsfreie Flächen nach dem Trittsteinkonzept verbunden sind.
Während weite Teile der Welt – etwa Nordamerika, Südafrika oder Australien – von einer Dominanz segregativer Strategien geprägt ist, entwickelte sich in Deutschland ein integrativer Waldnaturschutz im Rahmen der multifunktionalen Forstwirtschaft. Die naturschutzfachlichen Standards stiegen dabei seit der zweiten Hälfte des 20. Jahrhunderts kontinuierlich an und werden etwa seit den 1990er Jahren zunehmend durch segregativen Waldnaturschutz ergänzt.